# Querqueville
Querqueville var en kommun i departementet Manche i regionen Normandie i norra Frankrike. Kommunen ligger i kantonen Équeurdreville-Hainneville som tillhör arrondissementet Cherbourg. År 2018 hade Querqueville 5 097 invånare. Den 1 januari 2016 slogs kommunen samman med fyra andra kommuner och bildade Cherbourg-en-Cotentin.

## Befolkningsutveckling
Antalet invånare i kommunen Querqueville
| Referens: INSEE |